# Sinagoga Ortodoxă din Košice

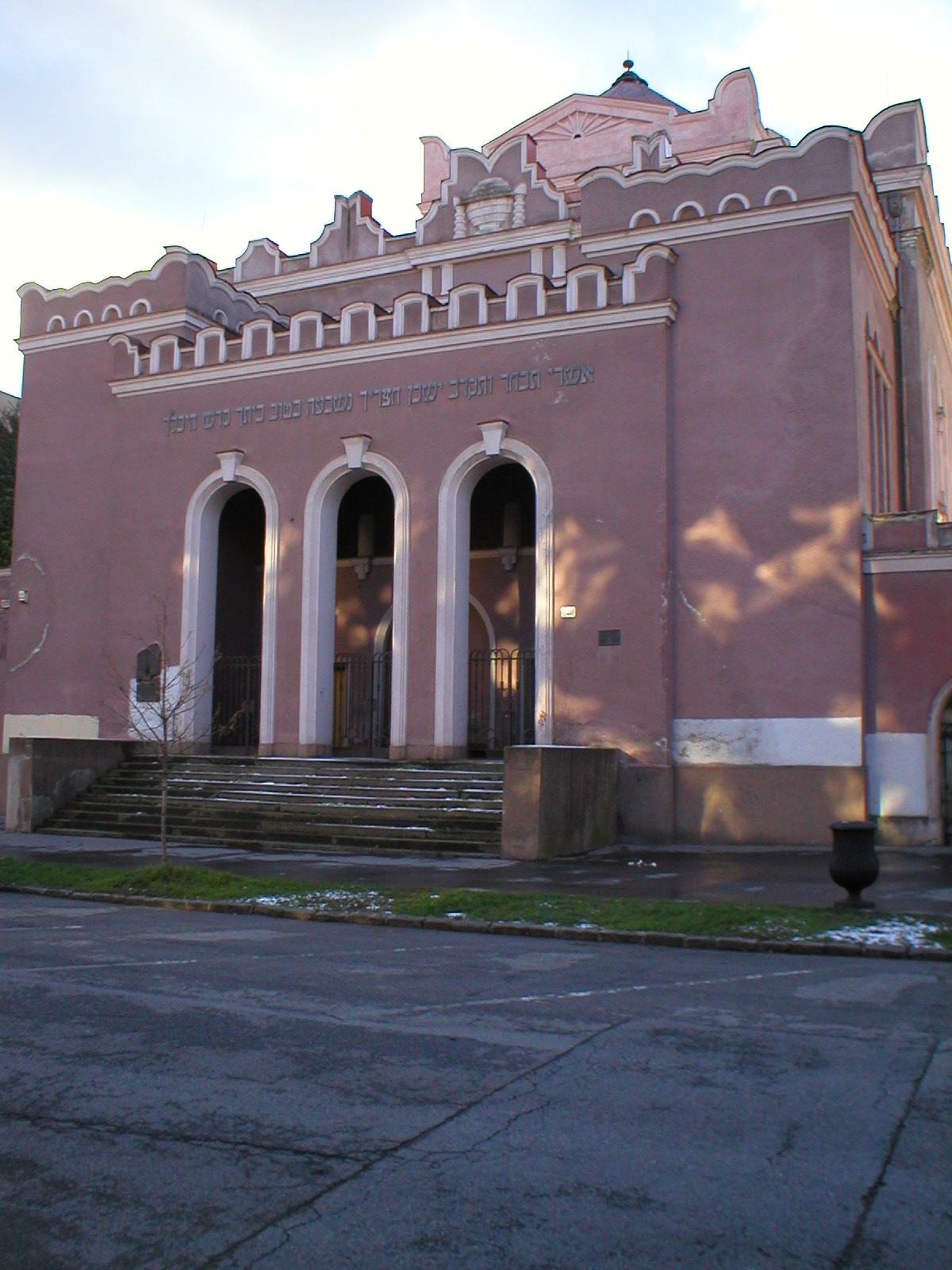
Sinagoga Ortodoxă din Košice

Sinagoga Ortodoxă din Košice (în slovacă Ortodoxná synagóga v Košiciach) este un lăcaș de cult evreiesc din Košice (Cașovia), Slovacia. Ea a fost construită între anii 1926–27 și deschisă în 1927.